# Nebalia marerubri
Nebalia marerubri is een kreeftachtigensoort uit de familie van de Nebaliidae. De wetenschappelijke naam van de soort is voor het eerst geldig gepubliceerd in 1983 door Wägele.